# Xavier Mayor i Farguell
Xavier Mayor i Farguell (Barcelona, 2 d'octubre de 1960) és doctor en biologia i especialista en planificació ambiental estratègica. Biòleg especialista en ecologia aplicada i planificació estratègica de l'entorn. El seu àmbit d'estudi és l'ecologia terrestre i la seva aplicació en la planificació i gestió de l'entorn. Ha estat investigador del Centre de Recerca Ecològica i d'Aplicacions Forestals de la Universitat Autònoma de Barcelona i tècnic del Servei de Planificació de l'Entorn Natural al Departament de Medi Ambient de la Generalitat de Catalunya. Des del 1999 duu a terme estudis i treballs en relació amb l'entorn, l'urbanisme i el territori per a organismes administratius i empreses del sector.